# 滑川和男
滑川 和男（なめかわ かずお、1969年10月12日 - ）は、NHKのエグセグィブアナウンサー。

## 人物
千葉県銚子市出身。銚子市立銚子高等学校を経て、慶應義塾大学法学部卒業後、1993年4月に入局。
響きのある声質で、これまで大河ドラマの他、ドキュメンタリー番組等でのナレーションを多く、また報道番組でのニュースリーダーを担当している。2023年度からは、全国のラジオニュースを担当する。

## 担当番組
過去の各放送局在籍経験については、宮崎放送局在籍時に出演していた番組内で「視聴者から寄せられた質問に答える」という形で本人が明かしており、その番組の内容をまとめたブログが公開されている。
☆印は現在出演中の番組
宮崎放送局時代（1度目）（1993年度 - 1996年度）
- イブニングネットワークみやざき
- 宮崎県のニュース・中継・リポート

広島放送局時代（1度目）（1997年度 - 2000年度）
- お好みワイドひろしま（1998年4月 - 2000年3月）
- 広島県・中国地方のニュース

東京アナウンス室時代（1度目）（2001年度 - 2002年度）
- NHKジャーナル（2001年8月13日 - 17日）梅津正樹のキャスター代行
- 地球に乾杯 ナレーター（2002年度）
- ニュース・気象情報（不定期）

仙台放送局時代（2003年度 - 2006年度）
- てれまさむねToday（2003年4月 - 2006年3月）
- こんぱす東北の話題（2006年4月 - 2007年3月）
- 宮城県・東北地方のニュース

東京アナウンス室時代（2度目）（2007年度 - 2011年度）
- BSふれあいステージ水曜日「音楽の楽園」（2007年4月 - 2008年3月、司会）
- 大河ドラマ 篤姫 オープニングナレーション（2008年）
- ミューズの微笑み（2008年10月 - 、ナレーター、不定期）
- 探偵Xからの挑戦状!（2009年4月 - 5月、ナレーター）
- それいけ!民謡うた祭り（2007年4月 - 2010年3月、司会）
- 日本の民謡（2007年4月 - 2010年3月、司会）
- 探偵Xからの挑戦状!Season2（2009年10月 - 11月、ナレーター）
- 渋谷でど〜も2010（NHK総合・2010年5月1日、司会）
- ニュースウオッチ9（和田源二の代理ニュースリーダー：2010年8月2日 - 6日）
- ちょっと変だぞ日本の自然「大ピンチ!ふるさと激変スペシャル」（2010年8月18日、ナレーター）
- 民謡をたずねて（不定期(広島局異動後も継続)。スタジオ収録の放送が中心）
- ここはふるさと 旅するラジオ（2007年4月 -  2012年3月、司会、不定期）
- 週刊ブックレビュー（2010年4月 - 2012年3月、司会）
- ニュース・気象情報（不定期）

広島放送局時代（2度目）（2012年度 - 2016年6月）
- 世界の名峰グレートサミッツ（2010年1月 - 2013年2月）
- 広島発ラジオ深夜便（2012年6月15日 - 6月16日、アンカー）
- おはようひろしま  キャスター（2012年4月 - 2014年3月）（2013年度　隔週担当）
- 金曜夕方 どぉ〜かいの（2013年4月 - 2015年3月）
- 被爆70年 特集  心をつなぐ  かけ橋に  〜アメリカ人少女と幼なじみの60年〜（ナレーション・2015年6月12日）
- NEXT 未来のために  ナレーション
  - 決裂の裏側で  核兵器禁止条約 と一人の 外交官（2015年6月24日）
  - ヒロシマに生まれて〜被爆者と高校生たち〜（2015年8月6日）
- おはようちゅうごく　キャスター（2015年4月 - 2016年3月）
- 中国! ちゅーもく!ラジオ（ラジオ第1）（中国地方ローカル）パーソナリティー（2016年4月1日 - 2016年6月10日）
- 広島県・中国地方のニュース

函館放送局時代（2016年7月 - 2017年度）
- 北海道まるごとラジオ〜どどんと道南〜
- ほっとニュース北海道（北海道道南のニュース・気象情報）
- つながる@道南（編集責任者）
- ニュースウオッチ9
  - 小見誠広の代理ナレーション・ニュースリーダー（2016年9月5日〜9日、12日〜16日）
  - 中山庸介の代理ナレーション・ニュースリーダー（2017年5月31日、8月21日〜25日、11月6日〜10日）

東京アナウンス室時代（3度目）（2018年度 - 2019年度）
- ニュースウオッチ9（ナレーション、ニュースリーダー：2018年3月26日 - 2020年3月27日）[3][注釈 1]
- ニュースきょう一日（ニュースリーダー：2019年4月8日 - 2020年3月13日）[注釈 1]
  - 午後10時～翌午前3時までの間の緊急時報道対応[注釈 1]。
- ニュース・気象情報（祝日の午後11時50分）
- ニュース645（祝日キャスター：2018年5月4日 - 2020年3月19日）
- NHK BSニュース 4K（キャスター：2019年10月7日 - 2020年3月6日）[注釈 1]
- ワイルドライフ（ナレーション・不定期担当）

宮崎放送局時代（2度目）（2020年度 - 2022年度）
- NHKニュース イブニング宮崎（キャスター：2020年3月30日 - 2022年4月1日）[4]
- てげビビ!（キャスター：2022年4月4日 - 2023年3月24日）
- ニュース宮﨑845（不定期）
- 宮崎県のニュース

東京アナウンス室時代（4度目）（2023年度 - 2024年度）
- ラジオ正午ニュース（祝日を除く月曜日～金曜日・キャスター：2023年4月3日 - 2025年3月21日）
- 安心ラジオ(祝日を除く月曜日〜金曜日・キャスター：2023年4月3日 - 2025年3月21日)
- Nらじ（祝日を除く月曜日～金曜日・19時台キャスター：2023年4月3日 - 2025年3月21日）
- 第20回統一地方選挙開票速報　2023年4月23日（首都圏担当）

佐賀放送局時代（2025年度 - ）
- ☆いまさが（キャスター：2025年3月31日 - ）
- ☆ニュース佐賀845（不定期）
- ☆佐賀県のニュース

## 同期のアナウンサー
- 吾妻謙
- 荒井匡
- 飯田紀久夫
- 石川光太郎
- 北向敏幸
- 熊倉悟
- 小寺康雄
- 佐久間知樹
- 高橋秀和
- 富田典保
- 富永禎彦
- 永井伸一
- 橋爪秀範
- 原田裕和
- 土方康
- 比留木剛史
- 藤崎弘士
- 増子有人
- 村竹勝司
- 谷地健吾
- 山路忠生